# 阿尔坎塔拉之战
阿尔坎塔拉之战（法语：Bataille de Alcántara）发生于1809年5月14日。此役中，由克劳德·维克多-佩兰元帅率领的法国步兵师袭击了威廉·梅恩上校率领的葡萄牙小队。经过三个小时的战斗后，法军冲过阿尔坎塔拉桥，迫使葡萄牙人撤退。此役发生在拿破仑战争的半岛战争期间。西班牙阿尔坎塔拉位于靠近葡萄牙边境的塔霍河，位于马德里西南约285公里。
当讓·德迪厄·蘇爾特元帅于1809年初入侵葡萄牙北部时，另外两支法国军队已准备好一起征服葡萄牙。皮埃尔·贝隆·拉皮斯的步兵师潜伏在罗德里戈城附近，而维克多的第一军团则在塔霍河谷行动。联军方面，罗伯特·威尔逊手下的一支小分队监视着拉皮斯，而亚历山大·兰多尔·麦肯齐的英葡军团则密切关注着维克多。在被威尔逊击败后，拉皮斯向南进军与维克多会合。当亚瑟·韦尔斯利的英葡军队进攻苏尔特軍时，梅恩领导的分队占领了阿尔坎塔拉。
维克多认为梅恩的军队是一个严重的威胁，于是向其发起了进攻。联军的一个步兵营在阿尔坎塔拉桥上守卫了三个小时。然后，法国炮兵停止了开火，一个民兵营发起了进攻。联军在这座桥上安放了炸药，但当梅恩下令引爆这些炸药时，桥梁的结构经受住了爆炸。维克多的步兵随后占领了未完全毁坏的桥梁。法国人在该地区徘徊了几天，但最终撤退。接下来的行动是塔拉韦拉战役。

## 背景

### 第二次入侵葡萄牙
1807年第一次入侵葡萄牙时，法国成功占领葡萄牙全境。但法国对葡萄牙的占领于1808年8月21日结束，入侵者在维梅鲁之战中被亚瑟·韦尔斯利爵士的英国军队击败。渴望迅速解放葡萄牙的英国高级指挥官缔结了辛特拉公约，其中承诺法军部队被英国船只运回法国。
约翰·摩尔爵士和他的英国军队于1808年10月离开葡萄牙，打算帮助西班牙人摆脱拿破仑的枷锁。摩尔的远征以他在1809年1月16日的科鲁尼亚战役中阵亡而告终。尽管如此，他的军队还是在战术上战胜了追击的法国人，他的士兵被英国海军安全疏散。
拿破仑在1809年初的战略中要求法军三个纵队入侵葡萄牙。他命令讓·德迪厄·蘇爾特元帅麾下的20,000名士兵从北方推进，皮埃尔·贝隆·拉皮斯将军的9,000名士兵从东北进军，克劳德·维克多元帅的士兵从东方进军。拿破仑的计划要求苏尔特在1809年2月5日之前占领波尔图。而后苏尔特应该从那里进军里斯本，并在同月16日占领它。与此同时，一旦苏尔特的第二军到达波尔图，拉皮斯就被指示从萨拉曼卡转移到葡萄牙罗德里戈城和阿尔梅达。维克多需要抵达梅里达。他奉命从那里分出一支纵队向里斯本进发。拿破仑期望苏尔特、拉皮斯和维克多能够轻松地相互通信，协调他们各自的行动。这种假设忽略了葡萄牙和西班牙游击队对法军通信线路的威胁。
1809年1月30日，苏尔特向南进军，目标是葡萄牙。2月中旬，在他最初试图越过米尼奥河时被击退后，他的部队向奥伦塞进发并使用桥梁过河。苏尔特的骑兵于3月6日在拉特雷帕击溃了一个西班牙旅，第二军于9日进入葡萄牙。在3月20日的布拉加之战中，法国人击溃了一支由少数正规军和22,000名民兵组成的葡萄牙军队。29日的第一次波尔图战役是法国的另一场不平等胜利，其特点是葡萄牙人损失惨重。但是，尽管苏尔特在波尔图站稳脚跟，但他的通讯被弗朗西斯科·西尔维拉将军领导下的正规和非正规葡萄牙军队切断，导致苏尔特不知道拉皮斯的位置。

### 其他行动
与此同时，维克多元帅在1809年3月28日的麥德林戰役中大胜格雷戈里奥·加西亚·德拉奎斯塔将军的西班牙军队。虽然他继续占领梅里达，但维克多在给约瑟夫·波拿巴国王的电报中抱怨说他缺乏入侵葡萄牙的力量。他要求拉皮斯的部队前往与他会合，但最初遭到拒绝。

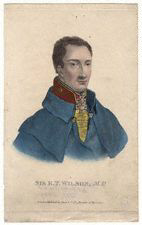
罗伯特·威尔逊

摩尔与英国大部队的离开使葡萄牙在约翰·克拉多克爵士的带领下被一支稀少的驻军守卫。当克拉多克准备放弃葡萄牙时，他的一些军官直言不讳地提出要抵抗法国人。罗伯特·威尔逊上校和卢西塔尼亚军團的1,200名葡萄牙正规军驻扎在阿尔梅达东北部。威尔逊拒绝服从克拉多克的撤离命令。他用他的一部分部队驻扎在阿尔梅达，其余的则开始大力骚扰拉皮斯的部队。误认为他面对的是12,000名敌军后，拉皮斯的进攻停止了。当威尔逊占领巴尼奥斯港，破坏拉皮斯和维克多之间的通讯时，这是最后一根稻草。维克多最终获得了指挥拉皮斯的许可。维克多随后命令拉皮斯向南移动并加入他的部队。在途中，法国士兵掠夺了阿尔坎塔拉。
4月22日，阿瑟·韦尔斯利接管了驻葡萄牙的英国军队，该军队迅速增兵至23,000人。面对相距甚远的法国对手，韦尔斯利决定先攻击苏尔特，同时监视维克多。直接向北进攻苏尔特的部队有18,500人。威廉·卡尔·贝雷斯福德将军领导的6,000人侧翼纵队将与西尔维拉的部队合作。为了向东监视维克多，亚历山大·兰多尔·麦肯齐少将获得了12,000名可用士兵。
麦肯齐随后驻扎在阿布兰特什以监视葡萄牙边境。

## 战斗

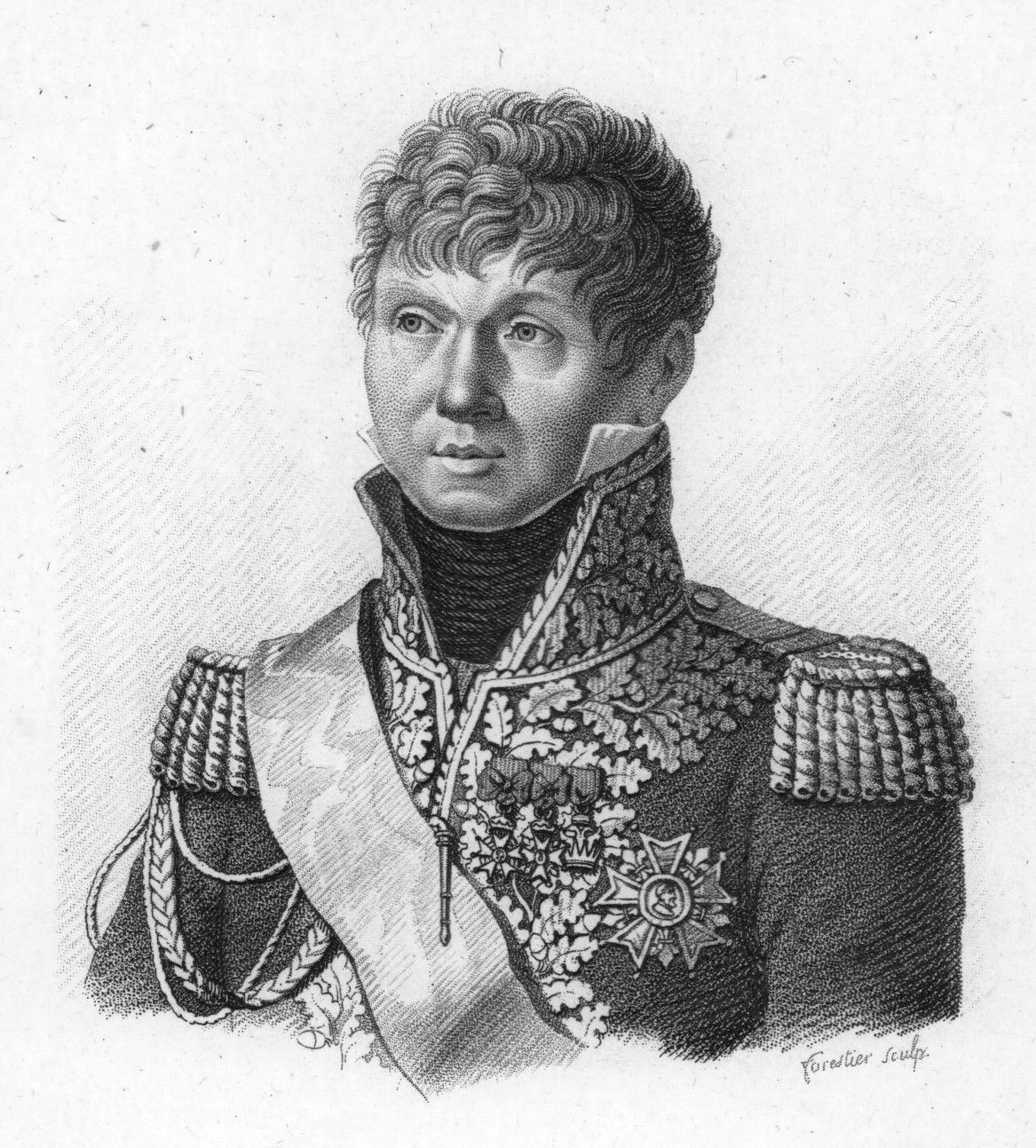
克洛德·维克托-佩兰

威灵顿命令威廉·梅恩上校的卢西塔尼亚军團第一营、一个民兵营和六门火炮作为麦肯齐军团的前哨。大约2,000名葡萄牙人从北方的山上越过西班牙边境进入阿尔坎塔拉。横跨阿尔坎塔拉塔霍河的古老罗马桥梁将埃斯特雷马杜拉北部和中部连接起来。相信梅恩的支队是进攻的先锋后，维克多于5月11日着手应对假定的威胁。
维克多的师由拉皮斯指挥，人数约为9,500人，配备有12门火炮。骑兵部队由拉图尔-莫布尔将军指挥。
5月14日，维克多的纵队与梅恩在布罗萨斯的前哨接触并迅速将葡萄牙部队驱散。梅恩没有试图保卫位于塔霍河南岸的阿尔坎塔拉镇。相反，他将他的部队设在北岸，在桥上埋设炸药并设置路障。考虑到这种情况，维克多决定在派出步兵之前削弱对手的防御。法国炮兵和步兵开始在河对岸向梅恩的葡萄牙人开火。葡萄牙守军顽强抵抗了三个小时。中午时分，葡萄牙民兵开始逃跑。梅恩随后下令引爆桥上的炸药。
爆炸产生的浓烟散去后，葡萄牙军队才发现这座坚韧的老桥虽然桥面损坏，但结构依然完好无损。此时，法国炮兵已经成功地摧毁了梅恩的一门大炮并压制了其余的火炮。维克多随后命令拉皮斯的一个旅占领该桥。当法国士兵设法顶住防御火力并在北岸站稳脚跟时，梅恩下令全军撤退到萨尔瓦特拉山口。

## 结果
卢西塔尼亚军团约有1,000人的营有3名军官和103名士兵阵亡，此外，还有5名军官和143名士兵受伤，15人失踪。民兵的损失则没有说明。法军的损失不明。维克多在战后发现梅恩的小部队并不是他所设想的威胁。联军方面，法国人在阿尔坎塔拉以外仅几英里处让麦肯齐感到震惊，他认为自己即将受到攻击。韦尔斯利向他的下属保证他没有什么可担心的，因为维克多没有足够的士兵来对他在泽泽尔河后面的阵地构成真正的威胁。在阿尔坎塔拉附近呆了三天后，维克多撤回了托雷莫查。

## 引文
1. ↑  Glover 2001，第45–46頁.
2. ↑  Glover 2001，第63–65頁.
3. ↑  Gates 2002，第91–93頁.
4. ↑  Gates 2002，第106頁.
5. ↑  Gates 2002，第112–115頁.
6. ↑  Gates 2002，第138頁.
7. ↑  Oman 1902b，第175–176頁.
8. ↑  Smith 1998，第281頁.
9. ↑  Smith 1998，第282頁.
10. ↑  Smith 1998，第284頁.
11. ↑  Gates 2002，第139–142頁.
12. ↑  Gates 2002，第123頁.
13. ↑  Gates 2002，第147–149頁.
14. ↑  Gates 2002，第149頁.
15. ↑  Gates 2002，第150–151頁.
16. ↑  Glover 2001，第373–374頁.
17. 1 2  Oman 1902b，第440頁.
18. ↑  Smith 1998，第302頁.
19. ↑  Oman 1902b，第627頁.
20. 1 2 3  Oman 1902b，第441頁.
21. ↑  Smith 1998，第303頁.